# ANT+
ANT+ (a veces ANT + o ANT Plus) es una función de la interoperabilidad que se puede agregar al protocolo ANT base (una tecnología de red inalámbrica de sensores patentada).  Está dirigida a los fabricantes de "ordenadores para bicicletas, diagnósticos, medidores de potencia, monitores de ritmo cardiaco, etc.", y promovida por la ANT+ Alliance.

## Aplicaciones
ANT+ está diseñado principalmente para la recolección y transferencia de datos de los sensores a las unidades manejables de varios tipos. Las tres áreas principales de atención son el deporte, el bienestar y la salud en el hogar. Se puede utilizar para la transferencia de datos para una serie de dispositivos:
- Monitores de ritmo cardíaco
- Sensores de velocidad
- Sensores de cadencia
- Medidores de potencia
- Monitores de actividad
- Calorímetros
- Dispositivos de medición de índice de masa corporal
- Monitores de presión arterial
- Medidores de glucosa en sangre
- Oxímetros de pulso
- Faros de corto alcance (Disc Golf, GeoCaching)[6]
- Dispositivos de medición de peso
- Control de los reproductores de música
- Sensores de temperatura

Esto permite que sea utilizado para las tareas de salud generales, así como funciones médicas. Actualmente, la ANT+ se implementa en más de 35 aplicaciones, producidos por 27 fabricantes diferentes.

## ANT+ Alliance
La ANT+ Alliance está organizada por Dynastream Innovations Inc, una filial de Garmin Ltd. El 30 de septiembre de 2010 ya contaba con más de 300 miembros, incluyendo Adidas AG, Concept2, Garmin, Suunto, McLaren, Microsoft, Sony Ericsson, Texas Instruments, Timex y Trek.

## Ventajas de la tecnología ANT+
La gran ventaja del sistema ANT+ respecto a otras tecnologías como Bluetooth es que permite conectar varios dispositivos al mismo tiempo.  En el sistema Bluetooth convencional la conexión es 1:1. En la actualidad existe también el BLE (Bluetooth de baja energía) que funciona de forma similar a la tecnología ANT+.